# Mauricio Hernández
Mauricio Hernández Norambuena (Valparaíso, 23 de abril de 1958), también conocido como Comandante Ramiro, es un excomandante de la organización guerrillera de extrema izquierda Frente Patriótico Manuel Rodríguez (FPMR) en donde cumplía funciones principalmente militares y logísticas al interior del grupo, llegando así a convertirse en uno de sus principales cuadros operativos y líderes dentro de las filas rodriguistas; durante su estadía en el FPMR, Hernández Norambuena adquirió la chapa de Comandante Ramiro con la cual aún se le conoce en gran medida actualmente. 
Detenido en Chile en 1993 por su participación en actos de terrorismo y sabotaje entre otros delitos , durante las décadas de 1970, 1980 y 1990 y por ser uno de los autores del asesinato del senador por la UDI Jaime Guzmán, principal ideólogo de la Constitución de 1980; fue condenado a doble cadena perpetua. Tres años más tarde protagonizó, junto con otros tres frentistas, una espectacular fuga al ser rescatados en la llamada Operación Vuelo de Justicia.
Tanto Hernández Norambuena como el FPMR han sido calificados en el pasado como terroristas por el Departamento de Estado de los Estados Unidos. El FPMR estuvo desde agosto de 1997 (cuando la lista fue publicada por la primera vez en internet) hasta agosto de 1999 en la lista de organizaciones terroristas del sitio del Departamento de Estado de ese país.
Fue detenido y condenado en Brasil a 30 años de cárcel por el secuestro del empresario local Washington Olivetto en 2001. En agosto de 2019 se aprobó su extradición a Chile, país al que llegó el martes 20 del citado mes a cumplir una condena de 26 años de cárcel.

## Biografía
Nacido en el seno de una familia socialista, es hijo del biólogo marino Moisés Hernández (fallecido en 1975) y de la abogada Laura Norambuena, quien se hizo cargo de la familia y se graduó de abogada. Con todos sus hermanos militando en el partido de izquierda Partido Comunista, a finales de los años 70 comenzó a participar de las protestas callejeras conocidas como Jornadas de Protesta Nacional. 
Graduado como profesor de Educación Física en la Universidad de Chile en Valparaíso, comenzó a militar tempranamente en las Juventudes Comunistas de Chile y en 1983, impulsado por la frentista Cecilia Magni (la comandante Tamara), se alistó en las filas del Frente Patriótico Manuel Rodríguez. Con ella viajó a Cuba a recibir una corta instrucción paramilitar. Para sus familiares, lo que gatilló su ingreso al FPMR fue que en ese tiempo su hermano mayor fue relegado forzosamente al sur del país por sus actividades políticas. 
Participante directo de las acciones más arriesgadas del Frente, en septiembre de 1986 se ganó definitivamente la confianza de la dirección rodriguista al organizar uno de los cuatro grupos de fusileros en el atentado contra Augusto Pinochet. Su preparación y su intensa trayectoria como combatiente lo llevaron a ascender hasta la comandancia de la organización y solo recibía órdenes del líder máximo Raúl Pellegrin.
Era considerado uno de los comandantes “duros”; aunque su preparación política era escasa, tenía respaldo al interior del FPMR por haber emergido desde las bases. A Hernández Norambuena se le atribuye la autoría intelectual del asesinato del senador Jaime Guzmán, realizado en 1991 en una etapa en la que el Frente se encontraba discutiendo entre dos alternativas: la continuidad de su política militar o el repliegue táctico.
El 5 de agosto de 1993 fue detenido por la Policía de Investigaciones de Chile en una gasolinera de Curanilahue junto a su guardaespaldas, el frentista Agdalín Valenzuela, quien sería ejecutado dos años más tarde por sus propios compañeros, acusado de haberlo entregado.
Hernández fue sentenciado a doble cadena perpetua por su autoría en el asesinato del senador Guzmán; se le condenó por infracción a la ley de armas, asociación ilícita, conductas terroristas, falsificación de instrumentos públicos y suplantación de personas. También fue procesado por su participación en 1986 como fusilero en el atentado contra Pinochet y en 1990 contra excomandante en jefe de la Fach Gustavo Leigh; además, confesó haber sido el autor intelectual del asesinato del exdirector de la Dicomcar, coronel Luis Fontaine; en el asalto al retén Los Queñes el 21 de octubre de 1988, y en julio del año siguiente, del homicidio del exagente de seguridad Roberto Fuentes Morrison; reconoció asimismo su actuación en el secuestro de Carlos Carreño y en el de Cristián Edwards, en un atentado explosivo en el Estadio Nacional y en innumerables asaltos bancarios.

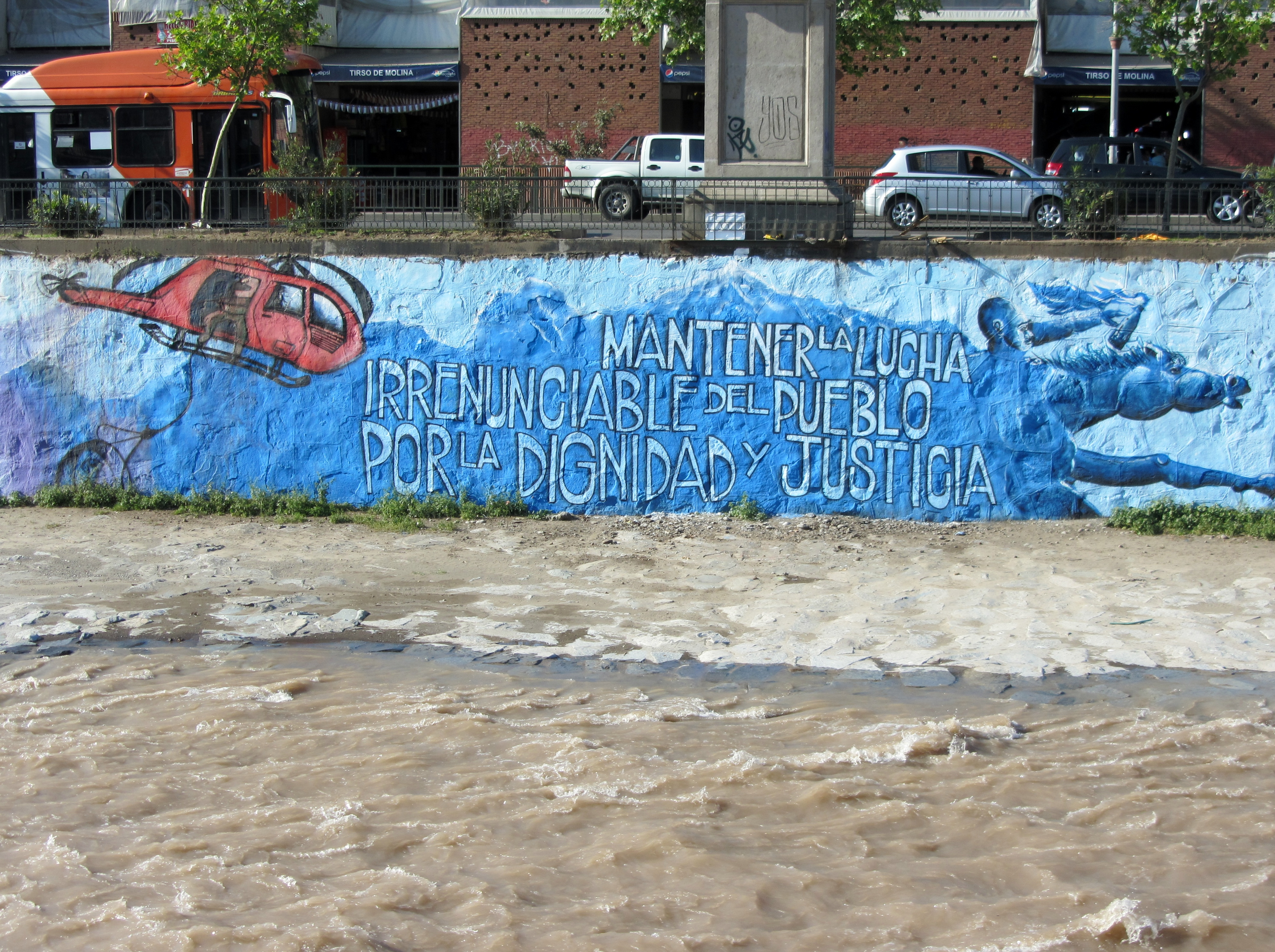
Mural sobre la fuga de los frentistas.

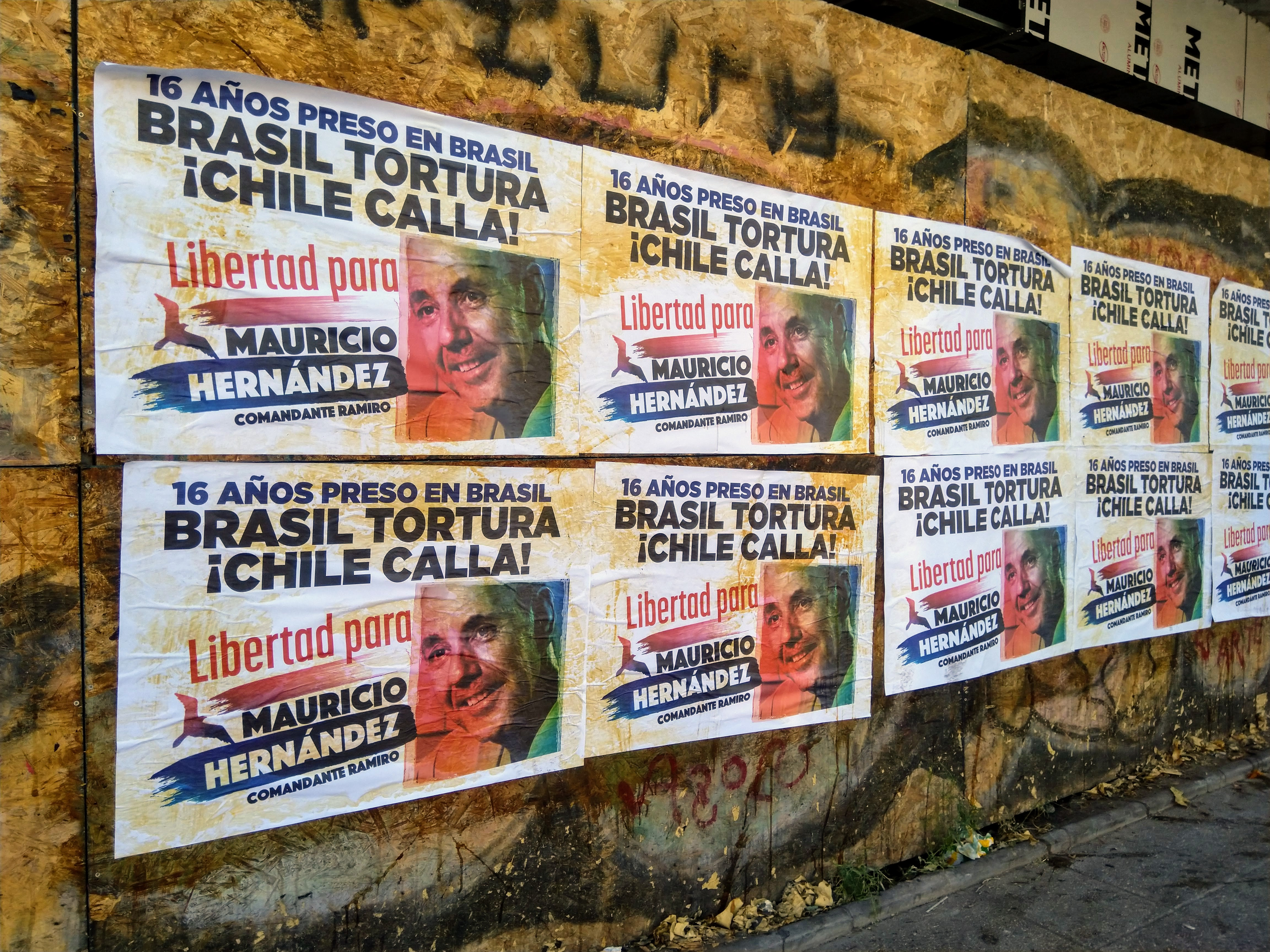
Cartel que pedía la libertad de Norambuena de su encarcelamiento en Brasil (2018).

Luego de poco más de tres años en prisión, el 30 de diciembre de 1996 Hernández Norambuena, Ricardo Palma Salamanca, Pablo Muñoz Hoffman y Patricio Ortiz Montenegro fueron rescatados espectacularmente en una canasta blindada sostenida por un helicóptero desde la Cárcel de Alta Seguridad de Santiago, donde cumplían condena. A los dos días del éxito de la llamada Operación Vuelo de Justicia, cuando todas las fuerzas policiales del país estaban concentradas en la captura de los evadidos, Ramiro se contactó a través de una tercera persona con su madre y le envió una foto para tranquilizarla.[cita requerida]
Las investigaciones estiman que inmediatamente después de la fuga viajó a Cuba, pues en 1997 se confirmó que se encontraba en la isla cuando llamó por teléfono a su hermana desde La Habana a Valparaíso. Luego de desavenencias con el gobierno de Fidel Castro, en 1998 debió abandonar Cuba; viajó a Nicaragua, El Salvador y posteriormente, si bien no se sabe por cuánto tiempo, a Colombia. Allí se integró a las FARC y como ellos le respetaban su grado militar, entrenó y llegó a tener bajo sus órdenes a una columna de la guerrilla de ese país. Más tarde siguió rumbo a Uruguay, Argentina -donde habría contactado a otros frentistas- y Brasil, estableciéndose definitivamente en la ciudad de São Paulo.
En 2 de febrero de 2002, Mauricio Hernández fue detenido junto a otras seis personas en la localidad de Serra Negra, acusado del secuestro y posterior cautiverio del empresario brasileño Washington Olivetto en 2001. Fue condenado y estuvo recluido en la Penitenciaría Federal de Mossoró, en la Penitenciaría de Seguridad Máxima de Catanduva y en la Penitenciaría de Seguridad Máxima de Avaré en Brasil, donde cumplió parte de la condena de 30 años que recibió de la justicia brasileña. Pocos días después, concedió una entrevista al diario Estado de Sao Paulo en la cual criticó duramente las condiciones en que se encontraba detenido. Durante todo este periodo fue sometido a un régimen carcelario denominado "disciplinario diferencial", lo que implicaba estar recluido en una celda de 2x3 metros durante 23 horas del día, con una hora de patio en solitario, además de estar sábado y domingo las 24 horas encerrado.
Durante su período cumpliendo condena en Brasil, Hernández Norambuena estuvo en contacto con miembros del cartel criminal Primeiro Comando da Capital (PCC), se tornó una figura muy cercana y un mentor para el líder del PCC Marcos Willians Herbas Camacho (conocido como Marcola). Ha sido apuntado por periodistas, estudiosos y miembros de los aparatos de seguridad pública brasileños como el mentor intelectual de los atentados terroristas ejecutados por el PCC en el año de 2006 y el que introdujo prácticas terroristas como atentados con bomba, incendio de autobuses y asesinatos políticos en los grupos criminales brasileños.
En 19 de agosto de 2019 fue trasladado de la Penitenciaría de Seguridad Máxima de Avaré para la cárcel de la Policía Federal de Brasil en São Paulo, debido a la decisión del presidente de Brasil Jair Bolsonaro de aceptar el pedido de extradición hecho por la justicia chilena, llegando a Chile el día siguiente.
Finalmente, el 2 de septiembre de 2019 el juez Mario Carroza lo condenó a dos penas de 15 años de presidio, menos los 1256 días que pasó detenido por la condena original en Chile. Por lo que deberá cumplir más de 26 años de prisión.
La defensa de Mauricio Hernández presentó un recurso de queja contra la cuarta sala de la corte de apelaciones, el cual buscaba restar a su condena, el tiempo que estuvo preso en Brasil por el secuestro del empresario Washington Olivetto, sin embargo, el 20 de mayo de 2020, la corte suprema de Chile denego dicho recurso, ratificando la condena de 26 años impuesta por los tribunales hasta el año 2046.

## Personalidad
En su niñez y adolescencia fue un destacado deportista, llegando a ser campeón infantil de tenis de mesa en Valparaíso y siendo además integrante del equipo de fútbol de su universidad.[cita requerida]
Muy cercano a su madre, sus actividades clandestinas lo alejaron de ella en 1984. Dueño de un negro sentido del humor, cuando lo visitó en la cárcel tras su captura en 1993, le dijo muy tranquilo: "¿No me echaba de menos? Aquí estoy. Esto es sólo un accidente del trabajo".
Los informes siquiátricos que le realizaron después de ser detenido ese año señalaban que Hernández tenía una personalidad egocéntrica, capaz de planear objetivos con claridad, muy dado a constantes episodios de reflexión, pero muy capaz de distanciarse emocionalmente de quienes le rodeaban.[cita requerida]
Durante los interrogatorios a los que fue sometido en Chile, Hernández miraba directamente a los ojos a los policías, pero se negaba a hablar si estaba esposado. Pedía un café para conversar, pensaba cada respuesta, y argumentaba todas sus acciones con dialéctica política. Siempre exigía que se le tratara como a un militar. En una ocasión, un capitán de Inteligencia de Carabineros quiso interrogarlo. "Comencemos", le dijo el oficial. Pero Hernández lo miró y le dijo: "Comandante, tráteme de comandante".[cita requerida]
Durante la espectacular fuga en helicóptero ocurrido en 1996, Hernández estuvo a punto de caer al vacío, pues solo alcanzó a coger la canasta cuando esta ya estaba despegando y además esta canasta golpeó una muralla alta. Por ello debió sostenerse prácticamente todo el trayecto sujeto solo de sus brazos.[cita requerida]
Luego de ser capturado en Brasil, Hernández sorprendió a la policía durante uno de los interrogatorios diciendo; "No estoy preocupado. No voy a estar mucho tiempo aquí. Es sólo cuestión de tiempo".[cita requerida]
También en ese periodo evidenció rasgos claros de su personalidad; solo a unas horas de ser detenido demandó una mejor celda. Se quejó de la falta de ventilación, exigió una cama con colchón, pidió más espacio para moverse e incluso quiso tomar sol, lo que indignó a los policías brasileños. También se dio tiempo para bromear por la rigurosa vigilancia a la que fue sometido diciendo: "Es mucha gente para tan pocas personas".[cita requerida]